# Right Where You Want Me
Right Where You Want Me è il secondo album in studio di Jesse McCartney, pubblicato nel settembre 2006.

## Descrizione
Il disco ha visto la collaborazione di Kara DioGuardi (già al lavoro con Gwen Stefani e Kelly Clarkson), John Shanks (anche lui al lavoro, ma con Alanis Morissette e Sheryl Crow) e Greg Wells (Impegnato con Pink). L'album è stato anticipato dall'omonimo singolo. Il 3 agosto 2006 Jesse McCartney ha presentato il suo album in anteprima mondiale al programma di MTV Total Request Live negli Stati Uniti d'America.

## Tracce
1. Right Where You Want Me – 3:32
2. Just So You Know – 3:54
3. Blow Your Mind – 3:11
4. Right Back in the Water – 3:26
5. Anybody – 3:21
6. Tell Her – 4:00
7. Just Go – 3:38
8. Can't Let You Go – 2:46
9. We Can Go Anywhere – 3:35
10. Feelin' You – 3:25
11. Invincible – 3:43
12. Daddy's Little Girl – 2:44

Durata totale: 41:15
Traccia bonus Best Buy
1. Running Away – 3:35

Traccia bonus Target
1. Feels like Sunday – 3:45

Traccia bonus Wal-Mart
1. Gone – 3:20

Edizione italiana
1. Feels like Sunday – 3:46
2. Running Away – 3:35
3. Right Where You Want Me (Junior Caldera Remix) – 3:13